# Новозырянка
Новозыря́нка — село в Косихинском районе Алтайского края. Входит в состав Плотниковского сельсовета.

## География
Село находится на речке Малая Лосиха, относится к числу труднодоступных местностей.
Расстояние до
- районного центра Косиха 18 км.
- краевого центра Барнаул 71 км.

Уличная сеть
В селе три улицы: Заречная, Зелёная роща и Притоковская.
Ближайшие населённые пункты
- Плотниково — 5 км.
- Лосиха — 10 км.
- Каркавино — 10 км.
- Сохарево Косихинский район — 13 км.
- Верх-Жилино — 14 км.
- Лучевое Косихинский район — 15 км.

Климат
Климат резко континентальный. Континентальность климата проявляется и в том, что основная часть осадков, примерно половина годового количества, выпадает в течение летних месяцев с июня по август. Средняя температура января минус 20˚С, июля — +21˚С.
Абсолютный температурный максимум — +38˚С, абсолютный минимум — минус 52˚С. Преобладание в Косихинском районе малооблачной антициклональной погоды обуславливает низкие температуры зимой и достаточно высокие летом. Годовое количество атмосферных осадков 350—400 мм. Преобладающее направление ветра в течение года — юго-западное с переходом на северо-западное.

## История
В «Списке населённых мест Сибирского края» по данным переписи 1926 года числится село Ново-Зырянское, дата основания 1885 год, в деревне 40 хозяйств и 200 (114 мужчин и 86 женщин) жителей, сельсовет и школа 1 ступени

## Население
| 1997 | 1998 | 1999 | 2000 | 2001 | 2002 | 2003 |
| ---- | ---- | ---- | ---- | ---- | ---- | ---- |
| 223  | →223 | ↘218 | ↘204 | ↘177 | ↘168 | ↘162 |
| 2004 | 2005 | 2006 | 2007 | 2008 | 2009 | 2010 |
| ↘158 | ↘145 | ↘136 | ↘127 | ↗132 | ↘125 | ↘79  |
| 2011 | 2012 | 2013 |      |      |      |      |
| →79  | ↘69  | ↘63  |      |      |      |      |

## Инфраструктура
В селе есть детский сад (в 2020 году — на стадии ликвидации), магазин. Школьники посещают Плотниковскую ООШ в административном центре Плотниково, почта находится там же.